# Könizbergwald
Der Könizbergwald (berndeutsch oft abgekürzt zu Chünitzer [ˈχʏnɪtsəɾ]) ist ein bewaldeter Hügelrücken mit 674 m ü. M. Er wird zu den 2011 festgelegten 114 gebräuchlichen Quartieren von Bern gezählt und liegt im Stadtteil III Mattenhof-Weissenbühl, dort im statistischen Bezirk Holligen. Angrenzende Quartiere sind Ausserholligen und Fischermätteli sowie die Bümplizer Quartiere Hohliebe, Weidmatt und Bodenweid. Im Süden bildet er die Stadtgrenze zu Köniz, im Südwesten zu Niederwangen.
Im Quartier Könizbergwald sind keine Einwohner gemeldet.
Er wird als Naherholungsgebiet und mit dem BärnParcours Könizbergwald auch für sportliches Training genutzt. Immer wieder gibt es Kritik, dass Forst- und Bauarbeiten nicht ausreichend umweltschonend durchgeführt werden.